# Bayram Malkan
Bayram Malkan (* 8. September 1999 in Ağrı) ist ein türkischer Boxer, der sich im Halbschwergewicht zur Teilnahme an den Olympischen Spielen 2020 in Tokio qualifizierte.
Er trainiert beim Fenerbahçe SK, seine Trainer sind Volkan Sarı und İsmet Sarı

## Boxkarriere
Sein größter Erfolg im Nachwuchsbereich war der Gewinn der Silbermedaille in der Gewichtsklasse bis 70 kg bei den Junioren-Weltmeisterschaften 2015. Weiters war er Teilnehmer der Junioren-Europameisterschaften 2015, der Jugend-Weltmeisterschaften 2016 und der Jugend-Europameisterschaften 2017.
2018 besiegte er bei den Mittelmeerspielen Bekim Vjerdha, Valentino Manfredonia und Mohamed Houmri, ehe er erst im Finale knapp mit 2:3 gegen Abdelrahman Oraby unterlag und dadurch die Silbermedaille erhielt. Bei den U22-Europameisterschaften 2019 gewann er zudem eine Bronzemedaille.
Bei den Europaspielen 2019 erkämpfte er einen 5. Platz, nachdem er im Viertelfinale mit 2:3 gegen Gor Nersesyan ausgeschieden war. Einen weiteren 5. Platz erkämpfte er bei den Weltmeisterschaften 2019, als er beim Kampf um den Einzug ins Halbfinale gegen Beksad Nurdäuletow unterlegen war.
Bei der europäischen Olympiaqualifikation im März 2020 in London, welche aufgrund der COVID-19-Pandemie unterbrochen und im Juni 2021 in Paris fortgesetzt wurde, besiegte er Michail Dauhaljawez und zog ins Viertelfinale ein, wo er zwar gegen Gasimagomed Dschalidow ausschied, sich jedoch aufgrund seiner kontinentalen Ranglistenplatzierung einen Startplatz für die 2021 in Tokio ausgetragenen Olympischen Spiele sicherte.
Bei den Olympischen Spielen besiegte er Shakul Samed, ehe er im Viertelfinale gegen Loren Alfonso ausschied.
Seit November 2021 boxt er im Profilager.

### Auswahl weiterer int. Turnierergebnisse
- März 2021: 1. Platz Bosphorus Tournament in der Türkei[15]
- Februar 2020: 3. Platz Bocskai Cup in Ungarn[16]
- Februar 2019: 3. Platz Strandja Tournament in Bulgarien[17]
- September 2018: 2. Platz Ahmet Cömert Tournament in der Türkei[18]
- April 2018: 2. Platz Beogradski Pobednik Tournament in Serbien[19]
- September 2017: 1. Platz Ahmet Cömert Tournament in der Türkei[20]
- November 2016: 2. Platz Moldova Belt Youth Tournament in Rumänien[21]